# Tabanus xanthoimus
Tabanus xanthoimus är en tvåvingeart som beskrevs av Philip 1960. Tabanus xanthoimus ingår i släktet Tabanus och familjen bromsar. Inga underarter finns listade i Catalogue of Life.